# Septobasidium schweinitzii
Septobasidium schweinitzii är en svampart som beskrevs av Burt 1916. Septobasidium schweinitzii ingår i släktet Septobasidium och familjen Septobasidiaceae.   Inga underarter finns listade i Catalogue of Life.